# Jeu de combat spatial
 (novembre 2016).
- Si vous ne connaissez pas le sujet, laissez ce bandeau (vous pouvez alors contacter les auteurs).
- Si vous supprimez le contenu mis en cause (vous pouvez préalablement contacter les auteurs),

argumentez précisément cette suppression dans la page de discussion
(un manque de référence n'est pas un argument ; une recherche réelle de référence doit avoir été effectuée, être formellement documentée).
Un jeu de combat spatial est une catégorie de jeu vidéo dans lequel le joueur affronte, à bord d'un vaisseau spatial ou à la tête d'un ensemble d'astronefs, des forces spatiales ennemies ou des astéroïdes.

## Types de jeux

### Simulateurs de combat spatiaux
Les simulateurs de combat spatiaux présentent une simulation futuriste de vol spatial impliquant un combat, par opposition aux simulateurs de vol spatial conventionnels. De tels jeux placent généralement le joueur aux commandes d'un petit chasseur spatial ou d'un petit vaisseau spatial appartenant à une force militaire regroupant des vaisseaux spatiaux similaires ou plus grands. Les jeux comme Wing Commander, Tachyon: The Fringe, X-Wing et Freespace ont cette approche. Parmi les exceptions à ce schéma, on peut noter Independence War et Star Trek: Bridge Commander, qui utilisent des vaisseaux à une échelle plus grande et/ou d'une façon plus stratégique. Les simulateurs de combat spatial tendent à avoir un mode de jeu basé sur des missions, par opposition à la nature plus ouverte des simulateurs de commerce et de combat spatiaux.

### Simulateurs de commerce et de combat spatiaux
La formule générale pour les simulateurs de commerce et de combat spatiaux, qui a peu changé depuis sa conception, consiste à faire commencer le joueur avec un vaisseau spatial démodé et relativement petit (bien que, cela dit, il soit généralement beaucoup plus grand que celui que contrôle le joueur dans les simulateurs de combat spatial purs), avec peu d'argent et de prestige,,,. Le joueur doit alors faire son chemin, gagnant pouvoir et prestige, par le commerce, l'exploration, le combat ou un mélange des trois,. Les exemples les plus notoires sont Elite, Wing Commander: Privateer et Freelancer.
Dans certains cas, l'intrigue ne joue qu'un rôle limité et une trame narrative lâche est fournie (dans certains titres de la série X, par exemple, les joueurs peuvent ignorer l'intrigue aussi longtemps qu'ils le souhaitent et ont même la possibilité de l'inactiver totalement, pour jouer dans le « mode sandbox »). Beaucoup de jeux de ce type mettent l'accent sur un conflit entre factions, conduisant à de nombreuses petites missions qui trahissent les tensions régnant dans la galaxie.
Les jeux de ce type permettent souvent au joueur de choisir entre de nombreux rôles à jouer et de multiples chemins pour parvenir à la victoire. Cet aspect du genre est très populaire, mais certains se sont plaints que, dans certains titres, la liberté laissée au joueur reste trop souvent superficielle et qu'en réalité, les rôles qui lui sont proposés sont très semblables et le jeu ouvert trop souvent contraint par les séquences prédéterminées. Par exemple, Freelancer a été critiqué pour sa structure narrative trop rigide, comparée, dans un cas, de façon négative, avec celle de Grand Theft Auto, une série appréciée pour son jeu ouvert,,.
Tous les jeux de commerce et de combat spatiaux proposent, comme éléments de base, de pouvoir contrôler le vol d'un quelconque vaisseau spatial, généralement armé, et de pouvoir naviguer d'un endroit à un autre pour un ensemble varié de raisons. La technique s'améliorant, il est devenu possible de mettre en place de nombreuses extensions au jeu, telles que des économies dynamiques, un jeu coopératif en ligne et des modèles de vol réalistes, basés sur la physique newtonienne, mais le cœur du jeu a peu changé au cours des ans. Quelques jeux récents, comme EVE Online, ont augmenté la portée de l'expérience, en accueillant, simultanément, des milliers de joueurs en ligne, dans ce qu'on a parfois appelé un « univers vivant », un rêve que certains ont fait depuis les tout débuts du genre,,,,.

## Histoire
Le genre du combat spatial apparaît au moment où les ordinateurs possèdent suffisamment de puissance pour dessiner des schémas basiques en temps réel. Le jeu Elite est largement considéré comme une rupture dans ce type de jeu. Il amalgame, de façon réussie, le « commerce spatial » et les simulateurs de vol,,. Il influence largement les jeux ultérieurs, bien qu'il y ait eu quelques précurseurs, et on voit fleurir de nombreux clones d'Elite,,,.
Elite impressionne, de façon durable, les développeurs du monde entier, étendant même son influence dans d'autres genres de jeux. Dans des entretiens, les producteurs de CCP citent Elite comme une des inspirations pour leur jeu de rôle en ligne massivement multijoueur, EVE Online,. Thorolfur Beck reconnait dans Elite le jeu qui l'a le plus impressionné sur Commodore 64. Les développeurs de Jumpgate Evolution, Battlecruiser 3000AD, Infinity: The Quest for Earth, Hard Truck: Apocalyptic Wars et Flatspace se réclament aussi d'Elite, comme source d'inspiration,.
À Telespiele, une foire allemande de la technique et des jeux, Elite est élu un des seize jeux les plus marquants de l'histoire. Il est présenté à l'exposition Game On, organisée par la Galerie d'art Barbican au Musée londonien de la science. Il arrive en douzième place de la liste des 25 meilleurs jeux pour PC de tous les temps (Top 25 PC Games of All Time) d'IGN, en 2000. Il occupe la troisième place des jeux vidéo les plus marquants, pour Times Online, en 2007, et est le meilleur jeu de tous les temps pour BBC Micro, pour Beebug Magazine, en 1984,. La suite d'Elite, Frontier: Elite II, est classé 77e sur la liste des 101 meilleurs jeux pour PC de tous les temps (101 Best PC Games Ever) par PC Zone, en 2007. 
On retrouve, de temps en temps, ce genre d'appréciations élogieuses dans les médias,,,.
Elite est un des jeux dont la réédition est la plus fréquemment demandée, et certains pensent que c'est, encore aujourd'hui, le meilleur exemple du genre, les titres plus récents, y compris ses suites, n'atteignant pas son niveau,,,. Il a été reconnu qu'il a ouvert la porte aux mondes persistants en ligne, comme Second Life and World of Warcraft, et qu'il est le premier jeu réellement ouvert,,. C'est, jusqu'à ce jour (2010), un des jeux les plus ambitieux jamais créés, et il nécessite seulement 22 kilobits de mémoire et tient sur une seule disquette.
Parmi les premiers jeux de commerce et de combat spatiaux, on peut aussi citer Traveller et Merchant of Venus. Traveller influence le développement d'Elite (le principal personnage s'appelle Jamison dans Traveller, et Jameson dans Elite) et de Jumpgate Evolution. Trade Wars et TradeWars 2002 sont parmi les premiers jeux qui proposent commerce et combat dans l'espace extérieur,,,.

## Liste de jeux de combat spatial
| Année de sortie     | Jeu                                        | Éditeur                        | Plateforme                                   |
| 2009 (5 janvier)    | 3D Dark Orbit                              | BigPoint                       |                                              |
| 2003 (19 février)   | 3D Space Gladiators 1.0                    | Deaddybear                     | PC, sous Windows                             |
| 2001 (31 mai)       | 3D Space Station Adventure 1.01            | MVP Software                   | PC, sous Windows                             |
|                     | Abduction                                  |                                |                                              |
| 2005 (décembre)     | Acamar Rising                              | Beteo Software and Games       | PC                                           |
| 2002 (février)      | Ace of Angels                              | Flying Rock Enterprises        | PC                                           |
|                     | Ace Online 2.3.0.0.                        |                                |                                              |
| 2005 (4 février)    | Aerial Strike: the Yager Missions          | Yager Development              | PC                                           |
|                     | Air Fox                                    |                                |                                              |
| 2001                | Airlock                                    |                                | PC                                           |
| 2005 (25 novembre)  | Alien Stars                                | Awem Studio                    | PC                                           |
|                     | Alpha Force                                |                                |                                              |
| 2009 (4 décembre)   | Altitude                                   | Nimbly Games                   | PC                                           |
|                     | Andromeda                                  |                                |                                              |
| 2009 (4e trimestre) | Angle of Attack                            | 3000 AD                        | PC                                           |
| 2007                | Armada Online                              |                                | PC                                           |
| 2006 (28 septembre) | Arvoch Conflict Ships                      | StarWraith 3D Games            | PC                                           |
|                     | Astéroid Belt                              |                                |                                              |
| 2005 (22 mai)       | Astro Avenger                              | Awem Studio                    | PC                                           |
| 2001                | Avoyd                                      |                                | PC                                           |
|                     | Babylon 5 Into The Fire Space              |                                |                                              |
| 2004 (janvier)      | Babylone 5: I've Found Her                 |                                | PC                                           |
|                     | Battlefield                                |                                |                                              |
|                     | Battleships forever 0.90d                  |                                |                                              |
|                     | Battlestar Galactica Online                |                                | PC                                           |
|                     | Beat Hazard                                |                                | PC                                           |
|                     | Behind Enemy Lines                         |                                |                                              |
|                     | Beyond The Red Line                        |                                | PC                                           |
| 1997                | Black Dawn                                 | Black Ops Entertainment        | Saturn et PSI                                |
|                     | Black Prophecy                             |                                |                                              |
|                     | Black Star: First Attack                   |                                | PC                                           |
|                     | Blast                                      |                                |                                              |
|                     | Blaster                                    |                                |                                              |
|                     | Bugatron                                   | Retro 64                       | PC                                           |
|                     | Burger blast                               |                                |                                              |
|                     | Clash'N Slash                              | Retro 64                       | PC                                           |
| 2007 (15 novembre)  | Colony Wars (PSN)                          |                                | PS3                                          |
| 2004 (29 mars)      | Combat Racer 1.3                           | Rockland Softaware Productions | PC, sous Windows                             |
|                     | Combat spatial                             |                                |                                              |
|                     | Combat spatial 3D                          |                                | PC                                           |
| 1998                | Conflict: Freespace - The Great War        | Parallax Factory               | PC                                           |
| 2008 (26 septembre) | Dark Horizon                               | Paradox Entertainment          | PC                                           |
| 2006 (14 août)      | DarkStar One,                              | CDV Software                   | PC                                           |
|                     | Darkstar One: Broken Alliance              |                                | Xbox 360                                     |
|                     | Descent: Freespace Battle Pack             | Interplay Productions          |                                              |
|                     | Diamond Chaser                             |                                |                                              |
|                     | Distant Wolrds                             |                                | PC                                           |
|                     | Duel spatial                               |                                |                                              |
| 2001 (septembre)    | Echelon                                    | MADia                          | PC                                           |
| 2003 (septembre)    | Echelon 2: Wind Warriors                   | MADia                          | PC                                           |
| 2005                | Evochron                                   | Starwraith 3D games            |                                              |
| 2005 (septembre)    | Evochron Alliance                          | StarWraith 3D Games            | PC                                           |
| 2008                | Evochron Alliance 2.0                      | Starwraith 3D games            |                                              |
| 2009                | Evochron Legends                           | StarWraith 3D Games            | PC                                           |
| 2007 (septembre)    | Evochron Renegades,                        | StarWraith 3D Games            | PC                                           |
|                     | Evolvron                                   |                                |                                              |
|                     | Exo Fusion 2                               |                                |                                              |
| 2007 (8 avril)      | Exotic Armada 2.1.2                        | Derbian                        | PC, sous Windows                             |
|                     | Fighter                                    |                                |                                              |
|                     | FlashTrek                                  |                                |                                              |
| 2010 (janvier)      | Flotilla                                   | Blmendo Games                  | PC et Xbox 360                               |
| 2003 (27 mai)       | Freelancer                                 | Microsoft Games Studio         | PC                                           |
| 1999 (novembre)     | Freespace 2,                               | Volition                       | PC                                           |
|                     | Freespace 2: Sci-Fi Sim of the Year        | Interplay                      |                                              |
| 1998 (octobre)      | Freespace: Silent Threat                   | Volition                       | PC                                           |
|                     | FurtherTime                                |                                | PC                                           |
| 2008 (7 mars)       | Galactic Command: Echo Squad SE            | 3000 AD                        | PC                                           |
| 2009 (2e trimestre) | Galactic Command: KnightBlade              | 3000 AD                        | PC                                           |
|                     | Galactic Command Online                    |                                | PC                                           |
| 2007 (10 août)      | Galaga '90                                 | NAMCO BANDAI Games             | Wii                                          |
|                     | Gordons gate                               |                                |                                              |
|                     | Gratuitous Space Battles: The Order        |                                | PC                                           |
|                     | Gratuitous Space Battles: The Tribe        |                                | PC                                           |
|                     | Guerre de l'espace                         |                                |                                              |
| 2010 (18 mars)      | Gundam Assault Survive                     | NAMCO BANDAI Games             | PSP                                          |
| 1998                | Hardwar                                    |                                |                                              |
| 2005                | HomePlanet: Playing with Fire              | 3MapGames                      | PC                                           |
|                     | Homeworld                                  | Vivendi Universal              |                                              |
|                     | Homeworld 2                                | Sierra                         | PC, sous Windows 98, ME, 2000 et XP          |
| 2006 (25 février)   | Hurban Battle 2 1                          | Free Games                     | PC, sous Windows                             |
|                     | HyperSpace Invader                         |                                | PC                                           |
| 1997                | Independance War                           | Particle Systems               | PC                                           |
| 1999 (octobre)      | Independence War: Defiance                 |                                | PC                                           |
| 2001 (juin)         | Independance War 2: Edge Of Chaos          | Particle Systems               | PC                                           |
|                     | Invasion                                   |                                |                                              |
| 2001 (23 septembre) | Jumpgate: The Reconstruction Initiative    |                                | PC                                           |
|                     | Kore invaders                              |                                |                                              |
| 1997                | Lylat Wars                                 | Nintendo                       | Nintendo 64                                  |
|                     | MachineHell                                |                                | PC                                           |
|                     | Mars Rover                                 |                                |                                              |
|                     | Mass Effect                                |                                |                                              |
| 2009 (3e trimestre) | Miner Wars                                 | Keen Software                  | PC et XLA                                    |
| 2009 (4e trimestre) | Miner Wars                                 | Keen Software                  | Xbox 360                                     |
| 2006 (mai)          | Mitigo 9                                   | 2K Czech                       | PC                                           |
| 2002                | Mutant Storm                               |                                | PC                                           |
| 2001                | Mykro Planets                              |                                | PC                                           |
|                     | Naumachia: Space Warfare                   | AureaSection                   | PC                                           |
| 2008 (août)         | No Gravity: The Plague of Mind             | RealtechVR                     | PSP                                          |
|                     | Northstar                                  | Kerberos Productions           | PC                                           |
|                     | Outer Space                                |                                |                                              |
|                     | Planet 51                                  |                                | Wii                                          |
|                     | Raiden                                     |                                |                                              |
|                     | Raiden 2                                   |                                |                                              |
| 1996                | Raven                                      | Starwraith 3D games            |                                              |
| 2005                | RiftSpace                                  | Starwraith 3D games            |                                              |
|                     | Sauvez la princesse                        |                                |                                              |
| 2005 (10 août)      | Scott's Space Invaders 1.6                 | SB-Software                    | PC, sous Windows                             |
| 2005 (10 août)      | Space Dog fighting                         |                                |                                              |
| 2007 (5 juin)       | Spaceforce: Rogue Universe                 |                                | PC                                           |
|                     | Space fighter Rebellion                    |                                |                                              |
| 2007 (5 juin)       | Spaceforce: Rogue Universe                 |                                | PC                                           |
|                     | Space Hunter                               |                                |                                              |
| 2006 (10 octobre)   | Space Invaders 10                          | ABC Flash games                | PC, sous Windows, MAC 68k, Mac PPC, Mac OS X |
|                     | Space Invasion                             |                                |                                              |
| 2006 (10 décembre)  | Space ship kids game 12.25                 | AB Kids games                  | PC, sous Windows, MAC 68k, Mac PPC, Mac OS X |
| 2004 (15 mai)       | Space Taxi 2 1.0                           | Twilight Games                 | PC, sous Windows                             |
| 2007 (septembre)    | Star Assault                               | Kalypso Media                  | PC                                           |
| 2010 (18 octobre)   | Star Battalion                             | Gameloft                       | iPhone, iPod                                 |
| 1989                | Star Commander 1                           | Starwraith 3D games            |                                              |
| 1994                | Star Commander 2                           | Starwraith 3D games            |                                              |
|                     | Starcraft                                  |                                |                                              |
|                     | Star fight                                 |                                |                                              |
|                     | Star fight 2                               |                                |                                              |
|                     | Starfighter                                |                                |                                              |
|                     | Starlancer                                 | Microsoft                      |                                              |
|                     | Star shatter: the gathering storm          | Tri synergy inc                | PC, sous Windows 98, ME, 2000 et XP          |
|                     | Starship Legend                            |                                |                                              |
| 2005 (13 septembre) | Starships Unlimited 3.5                    | ApeZone Inc                    | PC, sous Windows                             |
|                     | Star trek                                  |                                |                                              |
| 2002 (27 février)   | Star Trek Bridge Commander                 | Totally Games                  | PC                                           |
| 2006 (5 décembre)   | Star Trek: Legacy                          |                                | PC                                           |
|                     | Star Trek: Star Fleet Command              | Interplay                      |                                              |
| 2002 (6 novembre)   | Star Trek: Starfleet Command III           |                                |                                              |
|                     | Starwars                                   |                                |                                              |
| 2001 (11 mars)      | Star Wars: Battle for Naboo                |                                | PC                                           |
| 2007                | Star Wars BattleFront: Renegade Squadron   | LucasArts                      | PSP                                          |
|                     | Star Wars: Clones Wars Adventure           |                                | PC                                           |
|                     | Star Wars Empire At War                    | LucasArts                      |                                              |
|                     | Star Wars: The Old Republic                |                                |                                              |
| 1999                | Star Wolf                                  | Starwraith 3D games            |                                              |
| 2006 (31 août)      | Star Wolves 2                              | 1C                             | PC                                           |
| 2000                | Star Wraith                                | Starwraith 3D games            |                                              |
| 2002                | Star Wraith 2                              | Starwraith 3D games            |                                              |
| 2004                | Star Wraith 3: Shadows of Orion,           | Starwraith 3D Games            | PC, sous Windows                             |
| 2005 (22 mars)      | Star Wraith IV: Reviction 1.788            | Starwraith 3D Games LLC        | PC, sous Windows                             |
| 2005                | Star Wraith 5: Reviction                   | Starwraith 3D games            |                                              |
|                     | Sword of the Stars 2                       |                                | PC                                           |
| 1999                | Tellurian Defense                          | Psygnosis                      | PC, sous Windows                             |
|                     | UniWar                                     |                                |                                              |
|                     | Vendetta Online                            |                                | PC, sous Windows, Mac et Linux               |
|                     | Veritech Ace                               |                                |                                              |
|                     | Veritech Ace 2                             |                                |                                              |
| 2003 (25 septembre) | Virtual Impact 1.1                         | Kurt Koenig                    | PC, sous Windows                             |
|                     | Warpfire                                   |                                |                                              |
|                     | Wing Commander Privateer Gemini Gold 1.02a |                                |                                              |
|                     | Wing Commander Saga Prologue 1.0           |                                |                                              |
|                     | X-Blaster                                  |                                |                                              |
| 2005 (10 novembre)  | X3: Reunion                                |                                | PC                                           |
| 2008 (17 octobre)   | X3: Terran Conflict,                       | Koch Media                     | PC                                           |
|                     | X2: The Threat                             | Enlight Interactive            |                                              |
|                     | Zero 5                                     |                                |                                              |
|                     | Zero Hunt                                  |                                |                                              |